# Constantin Piliuță
Constantin Piliuță (n. 4 februarie 1929, Botoșani – d. 3 mai 2003, București) a fost un pictor român.
După ce studiază la Institutul de Arte Plastice Nicolae Grigorescu din București (1945 - 1949), sub îndrumarea lui Alexandru Ciucurencu, participă la cele mai de seamă manifestări colective organizate în țară.

## Artistul
Constatin Piliuță se impune ca desenator printr-o deosebită acuitate  a observației, tradusă printr-o linie incisivă, purtătoare după caz de tensiuni dramatice sau de situații pline de umor. În pictură evoluează într-o direcție a peisagisticii în care cultul pentru natură, pentru elementele concrete ce s-au impus cândva memoriei se împletește cu un filon liric care domină întreg  materialul figurativ, într-o structura poetica inedită. Acest lirism îl descoperim în tablourile inspirate de Delta Dunării, de pământul ars de soare cu vegetații pitice, al Dobrogei sau de orașele vechi (Botoșani, de exemplu), cu o arhitectură pitorească, conservând umbrele târgurilor de odinioară. Pictorul elimină detaliul nesemnificativ, gestul incidental pentru a sesiza durabilul. Culoarea se așterne în câmpuri largi, monocrome. Tonurile luminoase, degajate de impurități ce compun o lume aerată, în care meditația se instaurează ca o modalitate de a se reface comuniunea cu o natură pura și vitală. Cu aceleași posibilități de esențializare, pictorul abordează și alte genuri, ca portretul (Tudor Vianu; Tudor Arghezi) și compoziții de evocare istorică. Este, de asemenea, autorul unor lucrări de artă monumentală, realizate în frescă (Muzeul Unirii din Alba Iulia, 1968), mozaic (Supermagazinul din Târgoviște) sau din moduli ceramici (Hidrocentrala Porțile de Fier, 1973). 

## Saloane și expoziții
Lucrările sale sunt cuprinse în selecții de arta românească prezentate peste hotare: Moscova (1964), Varșovia (1979), Varșovia, Praga, Leningrad (1972), Atena, Cairo, Damasc, Teheran, Tunis, Moscova, Berlin, Glasgow (1974), Lisabona, Ankara, Atena (1975), Praga, Istanbul (1976), Paris, Copenhaga, Pekin, Shanghai, Ankara, New Delhi, Sofia (1977); Teheran, Lisabona, Lakewood-Ohio, Milwaukee Wisconsin (1978); Madrid, Ottawa, Ciudad de Mexico (1979); München (1994).
Ia parte la manifestări internaționale la New Delhi (1965); la Paris Salonul independenților (1973), Kosice (1974); Cangnes-sur-men (1977) Festival international de pictură;
Expoziții personale: București 1957, 1962, 1968, 1972, 1973, Veneția (1967); Malmö (1970); Odorheiu Secuiesc (1971).
În 1977 Constantin Piliuță a pictat un tablou care îl avea pe Nicolae Ceaușescu în prim plan, cu Burebista, Ștefan cel Mare, Mircea cel Bătrân în fundal.

## Premii și distincții
- Premiul Uniunii Artiștilor Plastici din România, 1967
- Ordinul „Meritul Cultural” clasa a III-a (1968) „pentru activitate deosebită în domeniul artelor plastice”[4]
- Ordinul Meritul Cultural clasa a II-a (1971) „pentru merite deosebite în opera de construire a socialismului, cu prilejul aniversării a 50 de ani de la constituirea Partidului Comunist Român”[5]
- Premiul Comitetului de Stat pentru Cultură și Artă, 1971
- Premiul „Ion Andreescu” al Academiei Române, 1974 etc.

## Lucrări
- Bobâlna
- Autoportret
- Nicolae Iorga
- Tudor Vianu
- Ștefan Luchian
- Flori